# Silarus folyó menti csata
A Silarus folyó menti csata a Római Birodalom és az ellene fellázadt rabszolgaseregek háborújának utolsó jelentős csatája volt i. e. 71-ben. A Spartacus által vezetett felkelők döntő vereséget szenvedtek Crassus légióitól, aki ezzel sikeresen lezárta a harmadik rabszolgaháborút, és hozzásegítette Rómát a győzelemhez.

## Előzmények
Miután Crassus egy fal megépítésével megakadályozta Spartacust és seregét a szökésben, légiói nem támadták meg a felkelőket, amellyel azonban a római hadvezér kivívta Róma szenátorainak haragját. A szenátus hazahívta Pompeiust Hispaniából és Lucullus is megszakította a VI. Mithridatész pontoszi király ellen vezetett hadjáratát, így a korábban légiók hiányában szenvedő Róma teljes figyelmét a felkelésre fordíthatta. A szenátus felajánlotta Crassusnak, hogy várja be Pompeius seregét, ám a birodalom egyik leggazdagabb embere nem kívánta megosztani a dicsőséget politikai ellenfelével, ezért fokozta a nyomást a rabszolgaseregen. Spartacus végül, ha jelentős veszteségeket szenvedve is, de áttört az ellenség vonalán, majd megmaradt követőivel Brundisium felé menekült, abban bízva, hogy a tengerparton további esélye lesz elhagyni Itália partjait, ám Lucania mellett a rómaiak feltartóztatták.

## A csata
Spartacus sokáig megpróbálta elkerülni azt, hogy szemtől szembe szálljon harcba hadrendbe állt római légiókkal. Bár korábban több győzelmet aratott a rómaiakon, de a hadserege annyi zsákmányt ejtett, hogy nem tudta azt biztonságba helyezni. Az állandó fegyelem megtartása és a sereg ellátása idővel súlyos logisztikai problémákat eredményezett. A vezérek és a felkelők között is sokasodtak a nézeteltérések, amely olykor etnikai alapú volt, olykor a zsákmány miatt történt, máskor pedig a hadműveletek folytatásának mikéntjéről volt szó. Spartacust már korábban elhagyták alvezérei az általuk vezetett seregtestekkel együtt. Ezeket a rómaiak azóta már mind leverték.
A szökések állandósultak és a rabszolgák serege már demoralizált és kifáradt volt, de Pompeius közeledése miatt Spartacusnak nem volt más választása, mint hogy összecsapjon Crassus hadseregével. Crassus, aki félt, hogy az utolsó pillanatban elvesztette a győzelem lehetőségét riválisa miatt, egészen közel táborozott le embereivel a rabszolgákhoz, majd parancsba adta, hogy a katonák ássanak árkot a csatatéren. Az árokba a rabszolgák is beugrottak, így hamarosan öldöklő harc bontakozott ki, s miután mindkét oldalhoz friss emberek csatlakoztak, Spartacus az általános támadás mellett döntött. Előhozatta lovát, majd serege előtt megölte, mondván, ha aznap győzelmet aratnak, számtalan másik lovat zsákmányolnak, de ha veszítenek, nem lesz rájuk szükségük. Ezt követően a rabszolgák nekitámadtak a római légióknak.

## Spartacus halála
Appianosz, a görög történetíró szerint a trák vezér bátran vetette bele magát a hosszú és véres csatába, Plutarkhosz szerint több katona mellett két centuriót is megölt, miközben Crassust kereste a harcmezőn. Később azonban súlyosan megsérült a lábán, így kénytelen volt térdre ereszkedni, ám ekkor sem volt hajlandó visszavonulni a harcból. A pajzsát maga előtt tartva védekezett és mielőtt az őt körülvevő római katonák megölték volna, még több legionáriust is levágott. Pusztulását minden jelentős ókori történetíró megerősítette, ám holttestét sohasem találták meg a csatamezőn.

## A csata utóélete
Győzelme után Crassus körülbelül 6000 elfogott rabszolgát feszíttetett keresztre Róma délre vezető útjain, 5 ezer felkelő azonban elmenekült, őket később a megérkező Pompeius serege verte szét. Noha Crassus végül győzelmet aratott, kivárásra játszó taktikája nem nyerte el a szenátus tetszését, s a háború lezártával a menekülőkön rajtaütő Pompeiust ünnepelték meg, mint Róma megmentőjét. Crassus jóval kisebb ovációban részesült, amely elmélyítette a két hadvezér közötti rivalizálást.

## Lásd még
Első triumvirátus